# Individualismo metodológico
Individualismo metodológico, comumente relacionado à epistemologia weberiana à sociologia, tem suas origens filosóficas em Immanuel Kant, cuja concepção sustenta, como principal responsável pela elaboração do processo de conhecimento, o sujeito, a modo que lhe é o papel de ordenar os dados da experiência segundo categorias lógicas e, por conseguinte, inatas (pelo qual, chamadas apriori, isto é, independem da experiência) ao intelecto. Dessarte, na metodologia científica, é advogado uma dualidade metodológica entre as ciências naturais e ciências sociais.
Costuma-se atribuir o posto de fundador do individualismo metodológico ao célebre pensador alemão Max Weber (1864-1920). Esse, ao contrário do francês Émile Durkheim (1858-1917), que concebe a sociedade como uma realidade autônoma em relação ao indivíduo (Holismo Metodológico), defende a tese de que análise dos fenômenos sociais tem seu ponto de partida na ação social. Weber é considerado o ponto de partida da microssociologia e da teoria da escolha racional, ou rational choice, que busca aplicar os princípios da análise econômica aos processos sociais.
Na Economia, concerne-se à análise da ação humana segundo a perspectiva dos agentes individuais. Economistas da Escola Austríaca argumentam que o único meio de se chegar a uma teoria econômica válida é derivá-la logicamente a partir dos princípios básicos da ação humana, um método denominado praxeologia. Este método sustenta que permite a descoberta de leis econômicas fundamentais válidas para toda a ação humana. Busca a explicação dos fenômenos econômicos na ação dos indivíduos, e não em entidades coletivas, como por exemplo faz o historicismo. Rejeita-se da mesma forma conceitos e agregados macroeconômicos que não sejam fundamentados na ação individual. A ação humana individual é o ponto de partida para a escolha.
Paralelamente à praxeologia, essas teorias tradicionalmente defendem uma abordagem interpretativa da história para abordar acontecimentos históricos específicos. Além disso, enquanto economistas frequentemente utilizam experimentos naturais, os economistas austríacos afirmam que testabilidade na economia é virtualmente impossível, uma vez que depende de atores humanos que não podem ser colocados em um cenário de laboratório sem que sejam alteradas suas possíveis ações. Economistas pertencentes ao mainstream acreditam que a metodologia adotada pela moderna economia austríaca carece de rigor científico; Os críticos argumentam que a abordagem austríaca falha no teste de falseabilidade.